# 萊比錫號輕巡洋艦
萊比錫號輕巡洋艦（德語：Leipzig）是威瑪國家海軍（後為納粹德國海軍）萊比錫級輕巡洋艦的首艦，其姊妹艦為紐倫堡號。本艦於1928年4月動工，翌年10月間下水，隨後於1931年10月正式列裝威瑪國家海軍；其主要武裝為九門裝載於三個三聯裝砲塔中的150毫米艦砲，最大速度為32節（59每小時；37英里每小時）。
萊比錫號在西班牙內戰中進行了非干涉巡邏。第二次世界大戰爆發伊始，本艦在波羅的海與北海等地與其他艦艇執行護衛任務。1939年12月，本艦遭英國皇家海軍潛艇所發射的魚雷重創，嚴重受損；維修工作於隔年下半年完成，此後便返回服役單位擔任訓練艦。1941年，本艦參與了巴巴羅薩作戰，負責為德意志國防軍提供砲擊支援。1944年10月，萊比錫號與歐根親王號重巡洋艦發生碰撞；萊比錫號所受到的損害非常嚴重，海軍評估後認定已無法完全修復，遂僅以補丁封住損害處。1945年3月，本艦在格丁尼亞以火砲支援該地的德國守軍抵禦蘇聯紅軍的推進；4月下旬又接載一批逃命的德國平民前往丹麥。戰後，萊比錫號被編入由盟軍管轄的德國掃雷管理局，並持續作業至1946年7月間被拆解為止。

## 設計

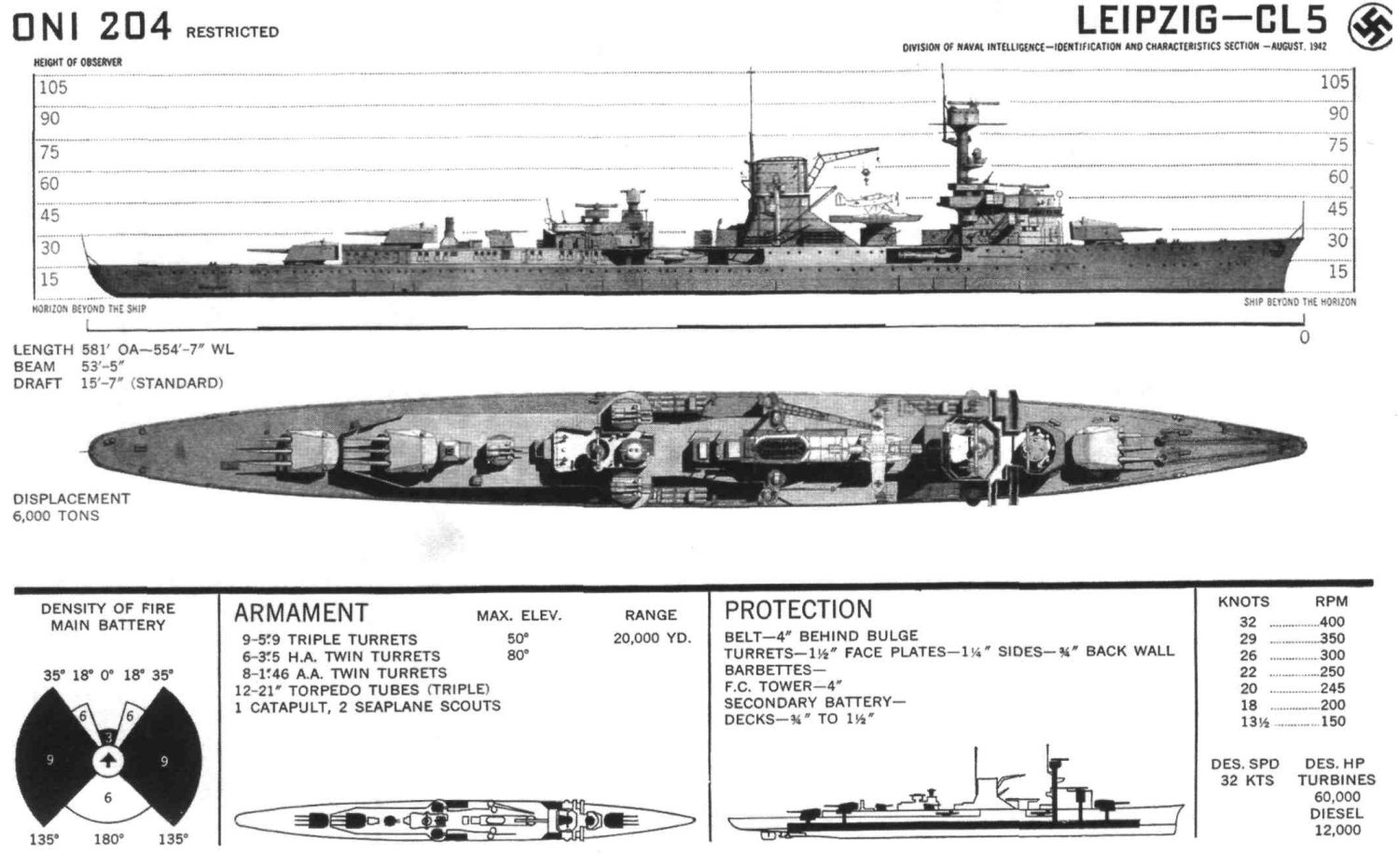
萊比錫號的敵我識別圖。

萊比錫號全長177（581英尺），艦體寬16.3米（53英尺），最大吃水深度為5.69米（18.7英尺），滿載排水量則為8,100公噸（8,000長噸；8,900短噸）。本艦的推進系統包含兩具蒸汽渦輪發動機與四具MAN七汽缸二行程往復式柴油引擎；渦輪發動機運作所需的蒸氣則由六具雙端型重油專燒鍋爐燃燒提供。本艦的最大速度可達32節（59每小時；37英里每小時）；在僅以柴油引擎供給動力時本艦可以以10節（19每小時；12英里每小時）的速度航行3,900海里（7,200；4,500英里）。此外，本艦的乘員編制為26名軍官與508名水兵。
萊比錫號的主要武裝為九門裝載於三個三聯裝砲塔中的SK C/25 150毫米艦砲，一座砲塔置於艦艏，另外兩座砲塔則以超射式佈局沿中軸線置於艦艉。主砲的載彈量介於1,080發與1,500發之間，亦即每門砲可配發120發至166發砲彈。甫完工時，本艦亦搭載了兩門SK L/45 88毫米單裝防空砲；每門砲各配有400發彈藥。此外，本艦艦身中段的左右舷側各裝有兩組三聯裝魚雷發射管；艦上共可搭載24枚500毫米魚雷，另可攜帶120枚水雷。本艦的裝甲厚30毫米，水線裝甲帶厚50毫米，而司令塔處的裝甲則厚達100毫米。

## 服役歷史
萊比錫號於1928年4月28日在威廉港戰爭海軍造船廠的船塢動工，隔年10月18日下水，1931年10月8日正式進入威瑪國家海軍服役。1932年至1933年間本艦在波羅的海密集進行訓練，期間亦曾多次出訪友邦。1934年，本艦與柯尼斯堡號輕巡洋艦一同至英國進行自第一次世界大戰結束以來首次的友誼訪問。1934年下半年，萊比錫號前往基爾接受改裝；艦身的上層艦體建築後方安裝了一具艦載機彈射器與吊起飛機用的吊臂。艦上原本的單裝88毫米防空砲亦改為雙聯裝配置。1935年上半年，本艦與西利西亞號戰艦、德國號裝甲艦以及科隆號輕巡洋艦一同進行了一次大規模演習。
1935年晚些時候，納粹德國元首阿道夫·希特勒在一次艦隊例行演訓中登艦訪問。本艦與其姊妹艦紐倫堡號以及科隆號於1936年上半年一同前往大西洋進行演訓。同年8月，萊比錫號於西班牙內戰期間在西班牙外海進行非武裝干涉巡邏；此後本艦又於1936年8月至1937年6月間進行了多次巡邏。1936年6月底，本艦遭受魚雷攻擊；這促使德國與義大利停止巡邏行動。本艦隨後返回德國，接著再度前往波羅的海進行訓練。1939年3月，本艦參與了兼併梅梅爾的行動。次月，本艦與格奈森瑙號戰艦、德國號裝甲艦、數艘驅逐艦以及U型潛艇在大西洋舉行演習。1939年中旬本艦又參與了數次演訓。

### 第二次世界大戰

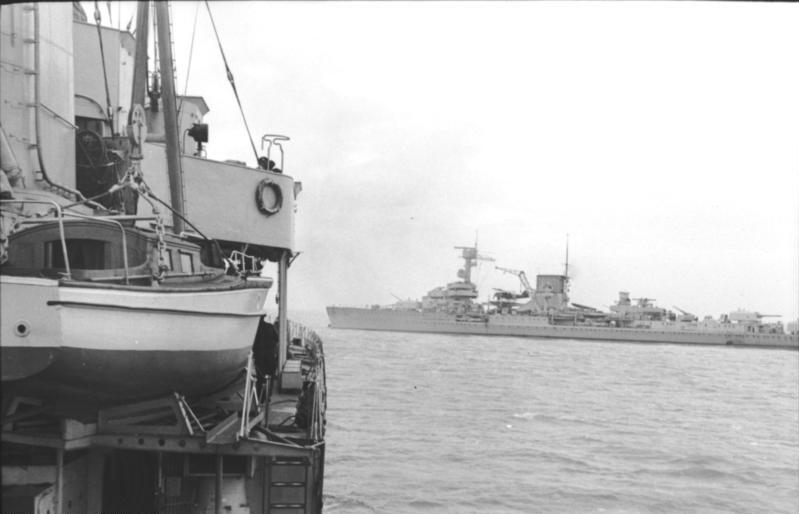
1939年航行於威廉皇帝運河上的萊比錫號。

1939年9月第二次世界大戰爆發，萊比錫號與多艘軍艦前往攔截試圖逃離波羅的海的波蘭海軍艦艇，但未成功。本艦接著與另外數艘輕巡洋艦前往北海佈設水雷。這項任務耗時一個月，結束後本艦返回波羅的海接受額外訓練。1939年11月17日至19日間，萊比錫號重返北海佈雷；21日至22日間再與科隆號、德國號以及三艘魚雷艇前往斯卡格拉克海峽對盟軍的補給船團進行騷擾。接著萊比錫號奉命護衛格奈森瑙號與沙恩霍斯特號戰艦穿越斯卡格拉克海峽，並於27日護送兩艦返航。
12月13日，萊比錫號奉命護衛一支驅逐艦隊穿越斯卡格拉克海峽。航程途中，英國皇家海軍所屬的鮭魚號潛艇突然對德軍軍艦展開攻擊；11時25分，英軍以魚雷擊中萊比錫號水線下一處用以分隔兩間鍋爐室的水密隔艙；爆炸的震波致使甲板扭曲變形，龍骨亦受到損害，約1,700公噸的海水灌入船身中，並造成供給幫浦系統電力的電路線中斷。擊中點兩側的鍋爐室淹水，蒸氣線路損壞，左舷鍋爐亦停止運作。大約此時，萊比錫號的姊妹艦紐倫堡號亦遭魚雷擊中。兩艘驅逐艦趕來護衛受損的巡洋艦返回港口。在萊比錫號遭擊中後約一個小時左右，其中一艘護衛受損艦艇返航的驅逐艦亦在易北河河口處遭魚雷擊中，另一枚魚雷則自萊比錫號的艦艏前方穿過，但並未命中。
在安全返抵基爾後，萊比錫號被拖往德意志造船廠進行維修。本艦於維修期間遭到除役，並重新歸類為訓練艦。為了騰出空間容納額外的見習乘員，艦上有四具鍋爐遭到移除。1940年下半年，本艦返回單位服役；翌年上半年護送呂佐號裝甲艦（即先前的德國號）前往挪威，隨後又與埃姆登號輕巡洋艦前往波羅的海為巴巴羅薩作戰中進攻蘇聯的德意志國防軍地面單位提供砲擊支援。同年9月，本艦支援了入侵西愛沙尼亞群島的行動，並在砲擊穆胡島上的蘇軍陣地時遭蘇聯海軍Shch-317號潛艇攻擊，但成功脫逃。9月下旬，本艦被編入以鐵必制號戰艦為旗艦的德國波羅的海艦隊；該艦隊的任務是阻止蘇聯海軍逃離波羅的海。萊比錫號於10月間返回基爾，並與舍爾海軍上將號裝甲艦進行共同進行了例行演訓。1942年，萊比錫號成為訓練艦隊的旗艦，並在接下來的一年內執行訓練任務。
萊比錫號曾於1943年3月遭短暫除役，隨後又於同年8月1日復役。此時艦上的武裝均已漸趨老舊，本艦亟需進行大規模改裝；但改裝工程卻又拖延了本艦返回作戰崗位的時程。此外，艦上爆發的腦膜炎疫情造成兩名乘員死亡，而這也更加遲滯了本艦返回作戰單位的時程。萊比錫號最終於1944年9月中旬重返波羅的海執行護衛任務，並負責與舍爾海軍上將號共同接載部隊往返哥騰哈芬與希維諾烏伊希切兩地。10月14日，萊比錫號自哥騰哈芬出航，準備載運地雷前往希維諾烏伊希切。當日海面上霧氣濃厚，在能見度不佳的情況下本艦與正以20節（37每小時；23英里每小時）速度航行的歐根親王號重巡洋艦發生碰撞。碰撞之時，萊比錫號正將動力來源自柴油引擎切換至渦輪發動機；這個動作會使艦身短暫失去推進動力並產生漂移，而萊比錫號正因此脫離了既有航道而與正往反方向前進的歐根親王號發生碰撞。歐根親王號撞上萊比錫號的左舷前側艦身，撞擊力道之大幾乎造成後者的艦體斷成兩截：歐根親王號的飛剪式艦艏在撞擊萊比錫號後截斷了其艦體並自後者的右舷穿出。是次事故直接撞毀位於左舷的三號引擎室，二號引擎室也因撞擊而被海水淹沒，另有39名船員受傷或死亡。撞擊後次日，萊比錫號被拖往哥騰哈芬。由於萊比錫號損壞過於嚴重，海軍認為已無修復價值，因此僅進行基礎補丁維護以確保船身不再進水。
1945年3月，萊比錫號在哥騰哈芬支援該地的德國守軍抵禦蘇聯紅軍的推進。3月24日，本艦被移往赫拉載運難民；此時的萊比錫號僅能以6節（11每小時；6.9英里每小時）的速度航行。航行過程中，萊比錫號多次遭到蘇聯空軍的攻擊，盟軍潛艇亦曾兩度試圖將之擊沉。儘管如此，本艦仍於4月29日安全抵達丹麥。戰後，由於其艦況極為惡劣，萊比錫號被調往負責清除德國沿海水雷的德國掃雷管理局當作宿舍船使用。本艦最終於1946年7月拆解。

### 引用
1. 1 2  Gardiner & Chesneau, p. 231
2. ↑  Friedman, p. 264
3. 1 2  Gröner, p. 122
4. ↑  Gröner, p. 120
5. 1 2 3 4 5 6  Williamson, p. 36
6. ↑  Williamson, p. 35
7. ↑  Otte & Pagedas, p. 144
8. ↑  Rohwer, p. 9
9. 1 2  Williamson, p. 37
10. 1 2  Williamson, p. 38
11. ↑  Rohwer, p. 99
12. ↑  Rohwer, pp. 102–103
13. ↑  Busch, pp. 198–199
14. ↑  Busch, pp. 195–199
15. 1 2  Williamson, pp. 38–39
16. ↑  Williamson, p. 39

### 圖書
- Busch, Fritz-Otto. . London, UK: Futura Publications. 1975. ISBN 0-8600-72339.
- Friedman, Norman. . Annapolis: Naval Institute Press. 1995. ISBN 1-55750-263-3.
- Gardiner, Robert; Chesneau, Roger (编). . Annapolis, MD: Naval Institute Press. 1980. ISBN 0-87021-913-8.
- Gröner, Erich. . Annapolis, MD: Naval Institute Press. 1990. ISBN 0-87021-790-9.
- Otte, Thomas G.; Pagedas, Constantine A. (编). . London: F. Cass. 1997. ISBN 0-71464-818-3.
- Rohwer, Jürgen.  Third Revised. Annapolis, Maryland: Naval Institute Press. 2005. ISBN 1-59114-119-2.
- Williamson, Gordon. . Oxford, UK: Osprey Publishing. 2003. ISBN 1-84176-503-1.

57°53′N 6°13′E / 57.883°N 6.217°E